# Ulisse degli Aleotti
Ulisse degli Aleotti (... – Venezia, 1488) è stato un notaio e letterato italiano.

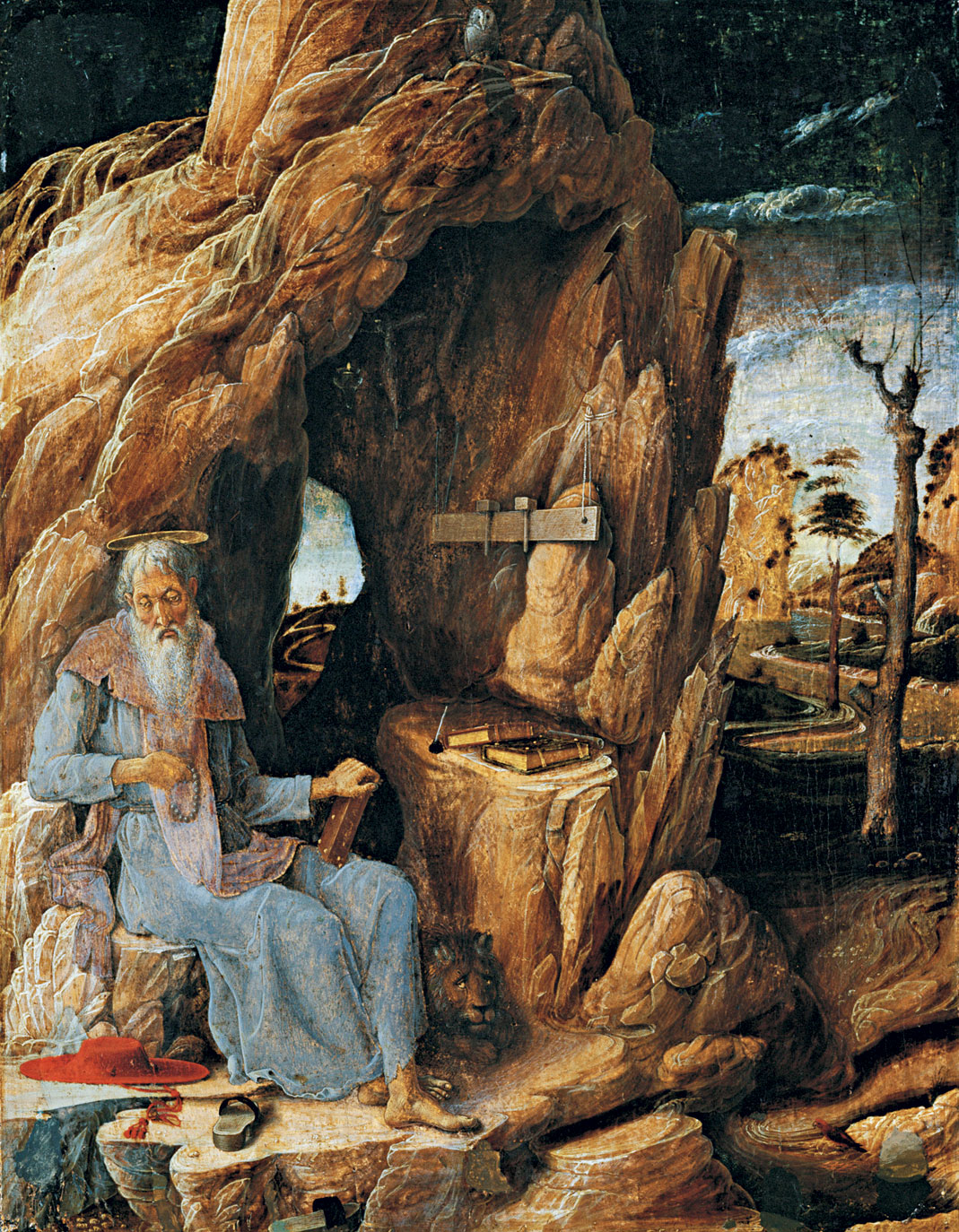
Andrea Mantegna, San Girolamo nel deserto, 1449.

Fu come notaio al servizio della Repubblica di Venezia. Nel 1447 conobbe a Padova il pittore Andrea Mantegna, al quale dedicò un sonetto. Forse commissionò nel 1449 al Mantegna il dipinto San Girolamo nel deserto, conservato al Museo d'arte di San Paolo a San Paolo del Brasile.
Celebre la sua citazione sull'opera del pittore: